# 福島悠介
福島 悠介（ふくしま ゆうすけ、1983年1月20日 - ）は、神奈川県藤沢市出身のアクション俳優。163 cm、A型。かつてはジャパンアクションエンタープライズ所属。現在はフリー。

## 特色

### 経歴
高校時器械体操部に所属、公立高校県大会で個人10位入賞2006年ジャパンアクションエンタープライズ養成部に入学。卒業後は京都支社所属となり、東映太秦映画村イベントなどに出演。2009年から東京支社所属となる。同年7月よりフリーとして活動。

### 人物
- 少林寺拳法二段、DTPグラフィックデザイン初級を所有。
- 絵を描くことが趣味で、ギャラリーへの出品活動もしている。（下記『出品』参照）
- 映画村のショーでは忍者や刺客を演じるが、女の子だと勘違いされることがしばしばあった。
- 現場での印象として「今どき珍しいくらいのさわやかな好青年」「不思議な空気を持っているやつ」「ブレーキが壊れている」などと言われたらしい。
- 様々な場所での回転技が得意。

## 出演

### イベント
- 東映太秦映画村 ロケーションスタジオ「映画村の映画塾 映画のヒ・ミ・ツ うそ・ほんとう」
- 東映太秦映画村 中村座「忍者ショー 忍術!猿飛佐助」
- 浅草花やしき 大江戸ステージ、花やしき座「忍術武芸帖」
- 裏切りは僕の名前を知っている舞台版DVD予約イベント - MC
- Ario亀有 こち亀イベント
- ジャンプフェスタ2013 バンダイナムコゲームスブース（幕張メッセ）
- Believe A Dream エンターテインメントイベント（赤坂BLITZ）
- バイオハザードXナイト（渋谷パルコPart1）
- 藤原浩　デビュー20周年記念コンサート（杉並公会堂）
- 清流会（浅草公会堂）
- 私立恵比寿中学 年忘れ大学芸会2013「エビ中のスター・コンダクター」（さいたまスーパーアリーナ）

### テレビ
- 女刑事みずき〜京都洛西署物語〜（2007年、テレビ朝日）
- 京都地検の女（2007年、テレビ朝日）
- 逃亡者 おりん 烈火の巻（2008年、テレビ東京）
- 水戸黄門 第38部（2008年、TBS）
- 浪花の華〜緒方洪庵事件帳〜 （2009年、NHK）
- 仮面ライダーディケイド（2009年、テレビ朝日）
- 侍戦隊シンケンジャー（2009年 - 2010年、テレビ朝日）
- How to モンキーベイビー! （2010年、TOKYO MX）
- 風の少年〜尾崎豊 永遠の伝説（2011年、テレビ東京）
- アテルイ伝（2013年、NHK）
- タンクトップファイター第一話（2013年、TBS）

### 映画
- 茶々-天涯の貴妃（おんな）-（2008年） - 傀儡子 役
- 劇場版 超・仮面ライダー電王&ディケイド NEOジェネレーションズ 鬼ヶ島の戦艦（2009年）
- 火天の城（2009年） - 猿楽師 役
- Tears In Heaven（2010年） - 賞金首フォー 役
- Soul Cage（2011年） - 飯田聡史 役（主演）
- 騒音（2014年、関根勤監督） - 地底人 役

### 舞台
- とれじゃーはんたー孫悟空、西遊記？（2009年10月、康楽館） - 金角 役
- Knock.Out.Broter-X-（2009年12月、スペース・ゼロ） - モッコリ 役
- 壬生浪伝（2010年5月、日暮里d-倉庫） - 新見錦 役
- デビルマン〜不動を待ちながら〜（2010年7月、吉祥寺前進座劇場） - コウモリ 役
- 残影（2010年7月、日暮里d-倉庫） - 長浜藩士 役
- 花の武将、前田慶次（2010年9月、大阪松竹座） - 若侍「い」 / 上杉景勝 役
- 心命（2010年10月、中野ウェストエンド） - 玄武 役
- 森の石松-中村錦十喜一座特別公演-（2011年1月、千葉県東金文化会館） - 梅吉 役
- 贋作水滸伝-Out laws-（2011年11月、俳優座劇場） - 孫亥付役人 役
- 裏切りは僕の名前を知っている〜キミという名の光の中で〜（2011年12月、博品館劇場） - 襲われる男 / ニーダトレヒ 役
- 池田屋・裏 2012（2012年3月、天王洲 銀河劇場） - 福岡祐次郎 / 松原忠治 役
- SPANISH SAPPHIRE 5（2012年3月、千葉市美浜文化ホール） - カミラ配下の兵士 役
- 御園座六月大歌舞伎（2012年6月、名古屋御園座） - 家臣 / 花四天 / 祭りの若い衆 役
- 裏切りは僕の名前を知っている〜許されざる望みの彼方へ〜（2012年8月、吉祥寺前進座劇場） - チンピラ / 祇王の里人 / ニーダトレヒ / ミスヒミコ 役
- 戦国うつけ絵巻〜若き日の信長〜（2012年9月、Geki地下Liberty） - 源内子鉄 / 河尻秀隆 役
- fleet+flight（2012年10月、Geki地下Liberty） - 島崎博 役
- 裏切りは僕の名前を知っている〜深紅にとけゆく想いの果てに〜（2012年11月、シアター1010） - ヴァンパイア / ニーダトレヒ / 住人 役
- 生きてるうちが華なのよ。（2012年12月、大塚萬劇場） - 新見ゾンビ 役
- 戦国シェイクスピアBASARA〜謀略の城〜（2013年1月、シアターグリーン BIG TREE THEATER） - 相羽十三 役
- SPY-Reservoir Dogs‐（2013年4月、シアターモリエール） - 宮部鼎蔵 役
- マイセブン〜VOLTAGE WORLD〜（2013年5月、大塚萬劇場） - ミキヤ 役
- 忍者桃丸伝〜そのNINJA多少難あり〜（2013年6月、中野ザ・ポケット） - 石猿 役
- 銀河英雄伝説 初陣 もうひとつの敵（2013年8月、日本青年館大ホール） - 帝国軍兵士 役
- 茜色に燃ゆる時（2013年10月、シアターグスタフ） - 中臣鎌足 役
- 鬼切姫 第二章「来るべき日」（2013年11月、渋谷区文化総合センター大和田 伝承ホール） - 餓鬼 役
- 銀河英雄伝説 第四章後編 激突（2014年2月、青山劇場） - 帝国兵士 / スパルタニアン / フェザーンの少年 役
- 松井誠PRESENTS「～夢幻～」（2014年8月、四谷区民ホール）[1]
- 「ペルソナ3WM～群青の迷宮～」（2014年9月、シアター1010） - パフォーマー[2]
- グワィニャオン公演「女女女ニョニョニョ＆Ｔポーズお願いします」（「Tポーズお願いします」のみ出演。2014年11月、萬劇場）[3]
- 極上文學 第7弾「走れメロス」（2014年12月、草月ホール / 大阪ビジネスパーク円形ホール） - 具現師[4]
- 「TARO～俺たちが救う～」（2015年1月、CBGKシブゲキ!!） - 熊[5]
- 極上文學  第8弾「草迷宮」 （2015年3月、4月　紀伊國屋ホール / 梅田芸術劇場 シアター･ドラマシティ） - 具現師[6]
- 「ペルソナ3WM～蒼鉛の結晶～」 （2015年6月、シアターGロッソ） - パフォーマー[7]
- 「七夕ジャンクション」（2015年7月、銀座博品館劇場）[8]
- sweet factory 第一回演劇公演「継承～the succession～」（2015年7月、テアトルBONBON） - 中華料理屋店主、他[9]
- 「女海賊ビアンカ」（2015年9月、AiiA 2.5 Theater Tokyo） - ゴンドリエーレ
- 極上文學  第9弾「高瀬舟・山椒大夫」（2015年 10月、CBGKシブゲキ!! / 大阪ビジネスパーク円形ホール） - 具現師[10]
- 「戦国BASARA4皇」（2016年1月 - 2月、Zeppブルーシアター六本木 / サンケイホールブリーゼ） - 足軽[11]
- 「宮本武蔵外伝～我が宿敵は女子高生成り～」（2016年3月、三越劇場） - 吉岡三死妹「晃」[12]
- 舞台『刀剣乱舞』 虚伝～燃ゆる本能寺～（2016年5月、シアター1010 / 大阪メルパルクホール） - 時間遡行軍、湯浅直宗、他[13]
- 極上文學 第10弾「春琴抄」（2016年6月、スペースゼロ / 大阪ビジネスパーク円形ホール） - 具現師[14]
- 戦国御伽絵巻 ソロリ～妖刀村正の巻～」（2016年11月、シアターサンモール） - イワザル[15]
- 極上文學 第11弾「人間椅子／魔術師」（2016年11月、12月、スペースゼロ / 近鉄アート館） - 具現師[16]
- 「キャプテンハーロック～次元航海～」（2017年1月、大阪市中央公会堂） - アルカディア乗組員伊予[17]
- 「TOU -JYUKAI-DEN-□」（2017年2月、スペースゼロ / 近鉄アート館） - イサク・アダム・ノア[18]
- 「ペルソナ3WM 第四章～藍の誓約～／最終章～碧空の彼方へ～」（2017年4月、シアターGロッソ） - パフォーマー[19]
- 舞台『刀剣乱舞』義伝～暁の独眼竜～（2017年6月 - 7月、天王洲 銀河劇場 / 京都劇場 / 福岡サンパレス&ホール） - 時間遡行軍・伊達宗村[20]
- 「戦国御伽絵巻ヒデヨシ」（2017年8月、紀伊國屋ホール） - イワザル[21]
- 「北斗の拳 世紀末ザコ伝説」（2017年9月、シアターGロッソ） - アクションザコ[22]
- 舞台『刀剣乱舞』 外伝 此の夜らの小田原（2017年11月、小田原城 天守閣前特設野外ステージ） - 時間遡行軍[23]
- 舞台『刀剣乱舞』 ジョ伝～三つら星刀語り～（2017年12月、TOKYO DOME CITY HALL / 大阪メルパルクホール / 福岡サンパレス&ホール） - 時間遡行軍、他[24]
- 極上文學 第12弾「風の又三郎/よだかの星」（2018年3月、紀伊国屋ホール） - 具現師[25]
- 舞台『刀剣乱舞』 悲伝～結いの目の不如帰～（2018年6月、7月、明治座 / 京都劇場 / 北九州ソレイユホール / 日本青年館ホール / 天王洲 銀河劇場） - 時間遡行軍、他[26]
- 「SaGa THE STAGE～七英雄の帰還～」（2018年9月 - 10月、戸田市文化会館 / シアター1010 / サンケイホールブリーゼ） - ターム族、文官、他[27]
- 極上文學 第13弾「こゝろ」（2018年12月、紀伊國屋サザンシアター TAKASHIMAYA） - 具現師[28]
- 「イケメン戦国 THE STAGE 上杉謙信編」（2019年2月、サンシャイン劇場） - 剣舞衆[29]
- 「Famiglia!」（2019年4月、三越劇場） - モルト、他[30]
- 「誰ガ為のアルケミスト 舞台版 聖石の追憶」（2019年6月、銀座博品館劇場） - 舞闘兵団[31]
- 「YAhHoo!!!!」（2019年9月、チームスマイル・いわき・PIT / 新宿村LIVE） - ヴァース[32]
- 「誰ガ為のアルケミスト 舞台版 聖石の追憶～闇ヲ見つめる者～」（2019年9月、銀座博品館劇場） - 舞闘兵団
- 舞台『刀剣乱舞』 維伝～朧の志士たち～（2019年11月 - 2020年1月、TOKYO DOME CITY HALL / AiiA 2.5 Theater Kobe / TBS赤坂ACTシアター / 福岡サンパレス ホテル&ホール） - 時間遡行軍、他[33]
- 「誰ガ為のアルケミスト 舞台版～聖ガ剣、十ノ戒～」（2020年3月、新宿FACE / 無観客有料配信） - 舞闘兵団[34]
- 「イケメン戦国 THE STAGE～明智光秀編～」（2020年9月、EX THEATER ROPPONGI）- 剣舞衆[35]
- DMF/ENG第7回提携公演「ハイドクナイフ」（2020年10月、六行会ホール） - 武演隊[36]
- 舞台『刀剣乱舞』天伝 蒼空の兵 -大坂冬の陣-（2021年1月10日・11日の代役出演、IHIステージアラウンド東京）-時間遡行軍[37]
- 舞台『刀剣乱舞』无伝 夕紅の士 - 大坂夏の陣-（2021年4月 - 6月、IHIステージアラウンド東京）- 時間遡行軍[38]
- DMF/ENG提携公演 vol.6『クレプトキング　月を見ていたかった兎』（2021年10月 - 11月、シアターグリーン BIG TREE THEATER）- 武演隊[39]
- 「BANANA FISH」The Stage -後編-（2022年1月 - 2月、品川プリンスホテル ステラボール） - アンサンブル[40]
- 舞台『刀剣乱舞』綺伝 いくさ世の徒花（2022年3月 - 5月、明治座 / 福岡サンパレス ホテル&ホール / 新歌舞伎座）- 時間遡行軍[41]
- 「イケメン戦国 THE STAGE～連合軍VS”戦乱の亡者”雑賀孫一編～」（2022年8月、ヒューリックホール東京）- 剣舞衆[42]
- 「イケメン戦国 THE STAGE ～猿飛佐助編～」（2022年11月、渋谷区文化総合センター大和田 さくらホール）- 剣舞衆[43]
- 荒牧慶彦俳優デビュー10周年記念公演　殺陣まつり～和風三国志～（2022年12月、明治座）ACアンサンブル[44]
- 「七人のおたく cult seven THE STAGE」（2023年3月、紀伊國屋サザンシアター TAKASHIMAYA / サンケイホールブリーゼ）- アンサンブル[45]
- 「イケメン戦国 THE STAGE～帰蝶編～」（2023年4月、渋谷区文化総合センター大和田 伝承ホール）- 剣舞衆[46]
- 舞台『刀剣乱舞』七周年感謝祭 -夢語刀宴會-（2023年8月、幕張メッセ 幕張イベントホール） - アンサンブル[47]
- 舞台『刀剣乱舞』山姥切国広 単独行 ー日本刀史ー（2023年10月～11月、銀河劇場、京都劇場、キャナルシティ劇場）ー歴史上人物[48]
- 舞台「地獄楽ー終の章ー」（2024年2月、シアター1010、クールジャパンパークTTホール）ーアンサンブル[49]
- ENG10周年記念公演「FROG〜新選組寄留記〜」（2024年3月、六行会ホール） - 武田観柳斎 役[50][51]
- 舞台『刀剣乱舞』心伝つけたり奇譚の走馬灯（2024年6月～7月、THEATER MILANO-Za、COOL JAPAN PARK OSAKA WWホール、キャナルシティ劇場）- 時間遡行軍、[52]
- 「イケメン戦国 THE STAGE～FINAL～」（2024年8月、シアター1010）- 剣舞衆[53]

### ネットテレビ
- にへー脳（2012年、ニコ生）
- スクエアONE（2012年、N.POP.TV）

### その他
- 千茶荘パンフレット - 浅次郎 役
- 演劇グラフ　2月号
- 千葉市長選挙CM
- 碧の部屋（2010年、YouTube）

## 出品

### 展示場所
- gallery CLASS企画公募展 サムホール展 Vol.1（2008年11月18日〜30日）
- カフェ＆バー「大会」（京都市）
- 映画 Tears In Heaven（2010年）パンフレットイラスト